# 1885 no jornalismo
Nesta página encontrará referências aos acontecimentos directamente relacionados com o jornalismo ocorridos durante o ano de 1885.

## Eventos
- — Início da publicação na Angra do Heroísmo (Açores) do jornal semanal "A Voz do Artista" [1].

## Nascimentos
| Data        | Nome                        | Profissão                     | Nacionalidade | Observações | Ref |
| ----------- | --------------------------- | ----------------------------- | ------------- | ----------- | --- |
| 14 de julho | Maurício Campos de Medeiros | médico, jornalista e político | Brasil        | m. 1966     |     |

## Mortes
| Data           | Nome               | Profissão                                                 | Nacionalidade | Observações | Ref |
| -------------- | ------------------ | --------------------------------------------------------- | ------------- | ----------- | --- |
| 25 de novembro | Nicolás Avellaneda | advogado, jornalista e político (Presidente da Argentina) | Argentina     | n. 1837     |     |